# Celeste Dalla Porta
Celeste Dalla Porta   (Monza, 24 de desembre de 1997) és una actriu i model italiana. Va guanyar la seva notorietat protagonitzant el llargmetratge Parthenope (2024) de Paolo Sorrentino.

## Biografia
Celeste Dalla Porta va fer tallers de teatre quan era adolescent. Del 2012 al 2017, va estudiar a l'escola d'art Liceo Artistico di Brera de la seva ciutat natal de Milà, on es va graduar amb el batxillerat artístic (Maturità artistica). Després va seguir diversos tallers de teatre dansa, en particular amb Antonella Bertoni (2018) i Julie Anne Stanzak (2018 i 2022). Dalla Porta es va matricular durant un semestre a l'Escola Internacional de Teatre Jacques Lecoq de París el 2018/19, i va cursar un diploma al Centro sperimentale di cinematografia del 2019 al 2021.
Celeste Dalla Porta va començar la seva carrera com a actriu el 2021 tot apareixent en curtmetratges italians i interpretant el paper principal de Sofia a la minisèrie Red Mirror (2022). Aquesta producció és un encàrrec de Campari i s'emet per Internet. Dalla Porta va adquirir més notorietat en ser la jove heroïna al llargmetratge Parthenope (2024) de Paolo Sorrentino, que també va marcar el seu debut al cinema. L'obra, els altres papers de la qual són interpretats per Stefania Sandrelli, Gary Oldman, Isabella Ferrari i Luisa Ranieri, va participar en la competició principal del 77è Festival de Cannes.
Entre el 2018 i el 2020, Celeste Dalla Porta va acceptar contractes com a model de marques de moda italianes. Li agrada cantar i tocar la guitarra, i té una preferència per la dansa contemporània i el ioga. És néta del fotògraf Ugo Mulas.

## Filmografia
- 2021: Cecita (curtmetratge)
- 2022: Red Mirror (minisèrie de televisió)
- 2022: La rèplica (curtmetratge)
- 2024: Parthenope